# Aphelandra weberbaueri
Aphelandra weberbaueri är en akantusväxtart som beskrevs av Gottfried Wilhelm Johannes Mildbraed. Aphelandra weberbaueri ingår i släktet Aphelandra och familjen akantusväxter. Inga underarter finns listade i Catalogue of Life.